# Fregolina
Dans le monde de la tauromachie, la fregolina est une passe de cape inventée en 1926 par le novillero mexicain Ricardo Romero Freg, neveu de Luis Freg, matador mexicain. Elle a été usurpée doublement à son inventeur sous deux noms différents.

## Historique et description
C'est exactement la même passe que l'orteguina. Mais la Fregolina est le résultat d'une double usurpation. Comme beaucoup de passes de cape, celle-ci est une invention mexicaine récupérée involontairement au Mexique par Luis Freg, l'oncle de Ricardo. Luis était déjà célèbre et c'est le public qui lui a attribué la fregolina de son neveu qui n'était encore que novillero quand il l'a inventée. Récupérée une deuxième fois par Domingo Ortega quui l'a ramenée du Mexique en lui donnant son nom, elle est devenue espagnole car Ortega était encore plus célèbre.
La carrière de Ricardo Romero Freg par ailleurs été complètement éclipsée. On connaît seulement le lieu et la date de son alternative : le  12 décembre 1927 à Guadalajara (Mexique), mais aucun dictionnaire tauromachique ne le mentionne, il est seulement évoqué sur le site de sa biographie succincte.